# Walther Graef (1873-1937)
Ne pas confondre avec l'homme politique Walther Graef (1875-1939).
Pour les articles homonymes, voir Graef.
Reinhold Victor Walther Graef, né le 8 février 1873 à Eisenach, et mort le 17 août 1937, est un homme politique et juriste, membre du Reichstag.

## Biographie
Il est le fils d'un président de tribunal de district. Après avoir terminé l'école primaire et fréquenté le Carl-Friedrich-Gymnasium à Eisenach, il commence à étudier le droit aux universités de Iéna, Leipzig et Marbourg en 1891 et a passe son premier examen d'État en 1894. Il rejoint ensuite le service judiciaire prussien en tant que stagiaire au tribunal. Il passe le deuxième examen d'État en droit en 1898, il est juge de district à Auma à partir de 1900 et est transféré à Apolda un an plus tard dans la même fonction. À partir de 1904, il est magistrat en chef à Geisa et avocat devant le tribunal local d'Eisenach. De 1915 à 1917, il travaille au bureau de district d'Eisenach. Plus tard, il devient directeur du tribunal de district au tribunal de grande instance de Meiningen (de). 

### Politique
Avant 1918, Graef était membre de l'Union économique (de) et, de 1907 à 1912, membre du Reichstag allemand. Après la Révolution de novembre, il a rejoint le Parti populaire national allemand (DNVP). Aux élections du Reichstag en juin 1920, il a été réélu au Reichstag, auquel il a appartenu jusqu'en 1933. De 1925 à 1932 et en 1933, il a été vice-président du Reichstag.